# Parcels
Parcels és una banda de música formada a Byron Bay, Austràlia, l’any 2014. La conformen cinc membres: Louie Swain (teclista), Patrick Hetherington (teclista i guitarrista), Noah Hill (baixista), Anatole "Toto" Serret (bateria) i Jules Crommelin (guitarrista).
El 2014, quan portaven sis mesos tocant a Austràlia es van traslladar a Berlín, Alemanya.
Després d'haver signat amb la discogràfica de música electrònica Kitsuné, la banda va guanyar reconeixement a escala mundial després de col·laborar amb el grup Daft Punk en la producció del seu senzill "Overnight" el 2017.

## Història

### Inicis
Els cinc membres del grup són originaris de Byron Bay. Es va conèixer a l’institut, quan tots anaven a escoles properes. Tots van anar a l'escola Cape Byron Rudolf Steiner menys Antanole, que va anar a l'escola secundària Byron Bay.
Amb només tretze anys tots formaven part de grups de música diferents. Tot i això, havien tocat junts en algunes ocasions, experimentant amb gèneres com el funk, el folk i el “metal”, entre d'altres. Els noms dels grups dels quals formaven part eren “Potato Potato”, “Lifeline” i “Sugar Spinners”.
No van formar el grup “Parcels” fins al 2014. Es van traslladar a Berlín aquell mateix any, poc després d’acabar el batxillerat, quan només feia sis mesos que tocaven a Austràlia.
Van triar el nom del grup a partir d’un cartell que hi havia casa Louie, el teclista de la banda. Era un rètol vell d’una estació de tren on posava “Parcels”. El nom els va cridar l’atenció i van decidir agafar-lo.

### Recorregut musical
El 2014 es van traslladar Berlín, on van signar amb la discogràfica francesa Kitsuné el 2015, després d’haver tret el seu primer EP “Clockscared”.
El 2016 van fer el ser primer concert a París, on els productors francesos Daft Punk eren entre el públic i els van convidar al seu estudi. Allà van produir el senzill “Overnight”. Finalment van publicar la cançó el 2017. Aquesta col·laboració amb el duet els va donar més a conèixer, va entrar a les llistes franceses a la posició 62 i hi va estar durant onze setmanes. Va resultar ser l’última producció de Daft Punk abans de separar-se el 2021.
El 27 de gener del 2017 van treure el seu segon EP “Hideout” que conté tres cançons.
Van llançar el seu primer àlbum “Parcels” el 2018. Incloïa quatre senzills: "Tieduprightnow", "Lightenup", "Withorwithout", i "Tape", els quals també teníen videoclip. La cançó "Tieduprightnow" va estar al número 48 de les llistes mexicanes durant una setmana.
El 30 d’abril de 2020 van publicar un àlbum d’estudi en directe, “Live Vol.1”. Van decidir gravar les seves millors cançons en cinta, com si les toquessin en directe. L'àlbum es va publicar enmig de la pandèmia de la Covid-19. A més, al seu compte d'Instagram van publicar tutorials per aprendre a tocar la cançó "IknowhowIfeel". 
El 15 de juny de 2021 Parcels va llançar el senzill "Free", 28 de juliol "Comingback" i el 15 de setembre "Somethinggreater". Aquella mateixa data també van anunciar el seu segon àlbum “Day / Night”, que sortirà 5 de novembre de 2021.

## Estil musical
Els components de la banda es descriuen a ells mateixos com una barreja entre “electro-pop” i “disco-soul”. Amb la seva música uneixen la tecnologia i l'estil de música “retro”. Per exemple, moltes de les seves cançons estan produïdes exclusivament amb ordinador.S’inspiren amb música de moltes èpoques i estils diferents. Per exemple: disco, funk, electrònica, pop i soul. Les seves influències principals són Els Beatles, The Beach Boys, The Wrecking Crew, Supertramp, Steely Dan i Chic.Tots cinc han adoptat una estètica que recorda a la dels anys setanta, amb els pentinats i vestuaris de l’època.

## Membres
- Louie Swain (teclista)
- Patrick Hetherington (teclista i guitarrista)
- Noah Hill (baixista)
- Anatole "Toto" Serret (bateria)
- Jules Crommelin (guitarrista)[1]

## Discografia

### Àlbums
- Parcels (2018)

### Àlbums en viu
- Live Vol. 1 (2021)

### EPs
- Clockscared (2015)
- Hideout (2017)

### Senzills
- Herefore (2016)
- Anotherclock (2016)
- Myenemy (2016)
- Gamesofluck (2016)
- Older (2016)
- Overnight (2017)
- Tieduprightnow (2018)
- Bemyself (2018)
- Lightenup (2018)
- Withorwithout (2018)
- Tape (2019)
- Free (2021)
- Comingback (2021)
- Somethinggreater (2021)[16]